# Hyeonbuk-myeon
Hyeonbuk-myeon (koreanska: 현북면) är en socken i Sydkorea. Den ligger i kommunen Yangyang-gun och provinsen Gangwon, i den norra delen av landet, 150 km nordost om huvudstaden Seoul.